# Призрака и Мрака
„Призрака и Мрака“ (на английски: The Ghost and the Darkness) е американски филм от 1996 г. на режисьора Стивън Хопкинс, с Вал Килмър и Майкъл Дъглас в главните роли.
Филмът представя съдбата на двойка човекоядни лъвове, които през 1898 г. нападат строителите на железопътната линия „Уганда-Момбаса“ и след това биват преследвани от група ловци, предвождани от полковник Джон Патерсън (Килмър) и легендарния ловец Чарлс Ремингтън (Дъглас).
Премиерата на филма е на 11 октомври 1996 година. Впоследствие той получава награда Оскар за звук.
На 17 юли 2011 г. е излъчен по Нова телевизия с български дублаж за телевизията.
1. ↑  www.imdb.com //   Посетен на 12 април 2016 г.
2. 1 2  www.filmaffinity.com //   Посетен на 12 април 2016 г.
3. ↑  www.virtual-history.com //   Посетен на 12 април 2016 г.
4. 1 2 3 4  stopklatka.pl //   Посетен на 12 април 2016 г.
5. 1 2 3 4  www.allocine.fr //   Посетен на 12 април 2016 г.
6. 1 2 3 4  www.imdb.com //   Посетен на 12 април 2016 г.